# Павлово (Всеволожський район)
Павлово (рос. Павлово) — село у Всеволожському районі Ленінградської області Російської Федерації.
Населення становить 2346 осіб. Належить до муніципального утворення Колтушське сільське поселення.

## Історія
Від 1 серпня 1927 року належить до Ленінградської області.
У 1920-ті роки Іван Павлов відкрив у селі свою лабораторію генетики вищої нервової діяльності при Інституті фізіології АН СРСР та біологічну станцію.

## Населення
| 2007 | 2010  | 2017  |
| ---- | ----- | ----- |
| 2406 | ↘2296 | ↗2346 |